# Grindkopf
Grindkopf ist ein Erzähltheaterstück für einen Schauspieler von Tankred Dorst frei nach dem Grimmschen Märchen „Der Eisenhans“. Das Stück aus dem Jahr 1986 wurde am 15. Dezember 1988 unter der Regie von Alexander Brill im Schülerclub der Kammerspiele des Schauspiels Frankfurt uraufgeführt.

## Inhalt
Der alte König und die alte Königin sorgen sich sehr um ihren einzigen Sohn. Um ihn vor Verletzungen zu schützen, haben sie seine Gelenke abpolstern lassen. Sobald er sich aus dem Gesichtskreis der Eltern entfernt, trägt er einen seidenen roten Faden am Knöchel. So kann sich das Kind nicht verlaufen.
Ein Abenteurer bittet den König um einen Ritt in den nahegelegenen verbotenen Wald. Das Königspaar rät ab. Der König spricht aber kein Verbot aus.
Vom Schlossturm beobachtet der Königssohn den Ritt des Abenteurers in den Wald. Aus einem Waldsee greift ein riesiger Arm nach dem Pferd und zieht es hinab. Unerschrocken lässt der Abenteurer den See bis auf den Grund ausschöpfen. Ein Riese kommt zu Tage. Der wilde Mann – Eisenhans heißt er – wird im Königsschloss in einen Käfig gesperrt. Als die Eltern einmal weggefahren sind, wird Eisenhans vom Königssohn befreit. Der Junge folgt dem Riesen in den verbotenen Wald. Dort muss er aufpassen, dass nichts in den Brunnen neben der Behausung des Eisenhans fällt. Als das lange Haar des Königssohnes einmal ins Wasser hängt, ist es plötzlich vergoldet. Darauf wird der Königssohn vom Eisenhans verjagt. Der Riese verspricht jedoch Hilfe im eventuellen Notfall.
Der Königssohn kommt an den Hof des kahlen Königs, verdingt sich als Gärtnerbursche und wird Grindkopf gerufen, weil er den angeblich grindigen Schopf unter seinem Taschentuch verbirgt. Die jüngste Tochter des kahlen Königs bemerkt das goldene Haar Grindkopfs und lässt sich von dem jungen Mann unter den Rock schauen. Denn dort habe sie ebenfalls goldene Haare.
Als der kahle König gegen den Feind ins Feld ziehen muss, will Grindkopf dem Vater der Prinzessin beistehen. Am Rande des verbotenen Waldes bittet Grindkopf den Eisenhans um Hilfe. Er wird von dem Riesen mit Pferd, Rüstung und Schwert ausgestattet. Im Kampf gegen den Feind bestimmt Grindkopf den Ausgang der Schlacht. Die Prinzessin und Grindkopf werden ein Paar. Grindkopf lädt seine Eltern zur Hochzeit ein und zieht mit der Hochzeitsgesellschaft in den verbotenen Wald. Eisenhans soll mitfeiern. Der Riese wird gerufen, kommt aber nicht. Nur wer ihn kennt, kann ihn erahnen. Tankred Dorst schreibt: „Der schwarze Wald schwankt und bewegt sich im Wind. Ist da ein Gesicht zwischen den Tannenwipfeln? Ein Arm im Gehölz?“

## Inszenierungen
- 1988: Uraufführung im Schülerclub der Kammerspiele des Schauspiels Frankfurt (1989 Brüder-Grimm-Preis des Landes Berlin)
- 1994: Schauburg (München). Regie: Peer Boysen (Kurt-Hübner-Regiepreis 1994)
- 1994: Theater der Keller Köln. Regie: Anita Ferraris (Kölner Theaterpreis 1994)
- 2007: Theater im Marienbad Freiburg. Regie: Stephan Weiland, mit Christoph Müller